# Woo Hyun
Dans ce nom coréen, le nom de famille, Woo, précède le nom personnel.
Woo Hyun, né en 1964 à Gwangju, est un acteur sud-coréen.

## Filmographie

### Cinéma
- 2017 : Fabricated City
- 2017 : 1987: When the Day Comes : Kang Min-chang
- 2018 : Détective K : Le Secret des morts-vivants : Mr. Bang
- 2019 : Mal-Mo-E: The Secret Mission : Im Dong-ik
- 2019 : Tazza: One Eyed Jack
- 2024 : Handsome Guys (핸섬가이즈) de Nam Dong-hyeop : Père Kim

### Télévision
- 2014 : Healer : Chul-Min
- 2015 : Reply 1988 : Sung No-eul (adulte)
- 2016 : Beautiful Gong Shim : Gong Hyuk
- 2016 : Another Miss Oh : Cameo (épisodes 15–18)
- 2016 : Hey Ghost, Let's Fight Ghost (épisode 1)
- 2016 : Listen to Love : Hanganggabshida (pseudo)
- 2017 : Innocent Defendant : Han Sang-wook
- 2017 : Introverted Boss
- 2017 : Three Color Fantasy
- 2017 : Saimdang, Memoir of Colors
- 2017 : Tunnel : Go Man-seok
- 2017 : Manhole : Le père de Suk-tae
- 2017 : Judge vs. Judge : Choi Go-soo
- 2017 : Black : Wang Yong-chun
- 2018 : Cross : Noh Jong-il
- 2018 : Rich Family's Son : Choi Hyo-dong
- 2018 : Exit : Do Jung-man
- 2018 : Heart Surgeons : Sang-ok
- 2018 : My ID Is Gangnam Beauty : Kang Tae-sik
- 2018 : Clean with Passion for Now
- 2019 : The Light in Your Eyes
- 2020 : Mystic Pop-up Bar : Kim Du-young
- 2020 : Sweet Home : Kim Seok-hyeon
- 2020 : True Beauty (épisode 8)